# Os Carballos (La Vega)
Os Carballos es una entidad de población situada en la parroquia de Castromarigo, del municipio español de La Vega, en la provincia de Orense, Galicia.

## Demografía
La entidad de población de Os Carballos no consta ni en las bases de datos del INE ni en las del IGE por lo que se desconocen los datos demográficos de la misma.